# José Bernardo Couto
José Bernardo Couto Pérez (Orizaba, Veracruz, 29 de diciembre de 1803 - Ciudad de México, 11 de noviembre de 1862) fue un jurista, escritor, diplomático y académico mexicano.

## Estudios
Sus padres fueron Blas Couto, originario de Galicia, y María Antonia Pérez, natural de Veracruz. Realizó sus primeros estudios en su ciudad natal. Posteriormente se trasladó a la Ciudad de México para estudiar en el Colegio de San Ildefonso. Fue discípulo del doctor José María Luis Mora. Se graduó de abogado el 9 de agosto de 1827.

## Vida política
En 1828 fue diputado en la Legislatura de Veracruz, fue miembro de la Academia de Legislación y Economía Política. Fue diputado federal y senador por el partido liberal moderado junto con José Joaquín de Herrera, Manuel Gómez Pedraza, Luis de la Rosa, Mariano Riva Palacio, Luis Gonzaga Cuevas y otros.
En 1842, fue consejero de Estado. En 1845, durante la presidencia de José Joaquín de Herrera, fue ministro de justicia del Gobierno Federal. Al terminar la intervención estadounidense en México, participó en la negociación del Tratado de Guadalupe Hidalgo. Como abogado, en 1845, llevó la defensa, ante la Suprema Corte de Justicia, del general Isidro Reyes quien había sido ministro de Guerra. En 1847, en oposición al folleto Apuntamientos sobre el derecho público eclesiástico de Manuel Baranda, publicó su Discurso sobre la constitución de la Iglesia, de esta forma, se promulgó en contra de las actuaciones del Partido Liberal en contra de la Iglesia.
En 1850, fue uno de los quince candidatos que se presentaron a la presidencia de la República. En 1854, junto con Manuel Carpio y José Joaquín Pesado —su primo hermano—, formó parte del jurado que evaluó la letra del Himno Nacional Mexicano, emitiendo su fallo el 3 de febrero a favor de Francisco González Bocanegra. Ese mismo año fue condecorado como Caballero de la Orden de Guadalupe.
A pesar de haber sido liberal moderado, en 1857 y 1857, conforme lo establecido en el Plan de Tacubaya —y en representación del estado de Veracruz—, formó parte de la Junta que habría de nombrar al jefe de Estado del gobierno conservador, tras la votación de los miembros de dicha Junta, resultó elegido Félix María Zuloaga.
Fue candidato a la presidencia de la república en 1861.

## Vida académica
Fue miembro correspondiente de la Real Academia Española de Madrid. En México, existieron dos antecedentes para fundar la Academia Mexicana de la Lengua, el primero de ellos en 1835, el cual quedó extinto, y el segundo por decreto de Antonio López de Santa Anna el 24 de enero de 1854 con el fin de restablecerla, en esa ocasión, José Bernardo Couto fue elegido miembro de número, sin embargo, tras la victoria de la Revolución de Ayutla, el presidente Santa Anna huyó del país y la Academia fue disuelta.
Colaboró con Honorato Riaño y Javier Echeverría para restaurar la Academia de Nobles Artes de San Carlos, la cual se realizó en enero de 1843. En 1852, al morir Echeverría, desempeñó el puesto de presidente de la Junta Directiva de la Academia. Durante su gestión realizó reformas al edificio, mandó construir el salón de la galería de Pelegrí Clavé y el salón de Actos. Durante su gestión, además de contar con Pelegrí Clavé, trajo a México al maestro italiano Eugenio Landesio y al maestro inglés George August Periam para que impartieran clases de pintura en la academia. En 1861, por causa de enfermedad, renunció a la Junta Directiva y a la presidencia de la nueva Academia de Bellas Artes. En 1859, fue elegido miembro honorario de la Sociedad Mexicana de Geografía y Estadística. Fue rector del Ilustre y Nacional Colegio de Abogados. Murió en la Ciudad de México, el 11 de noviembre de 1862. Fue sepultado en el Panteón de San Fernando, aunque años más tarde sus restos mortales fueron trasladados al coro alto del Sagrario Metropolitano, para ser depositados junto a los de su esposa.

## Obras publicadas
- "La mulata de Córdoba", cuento.
- "La historia de un peso", cuento.

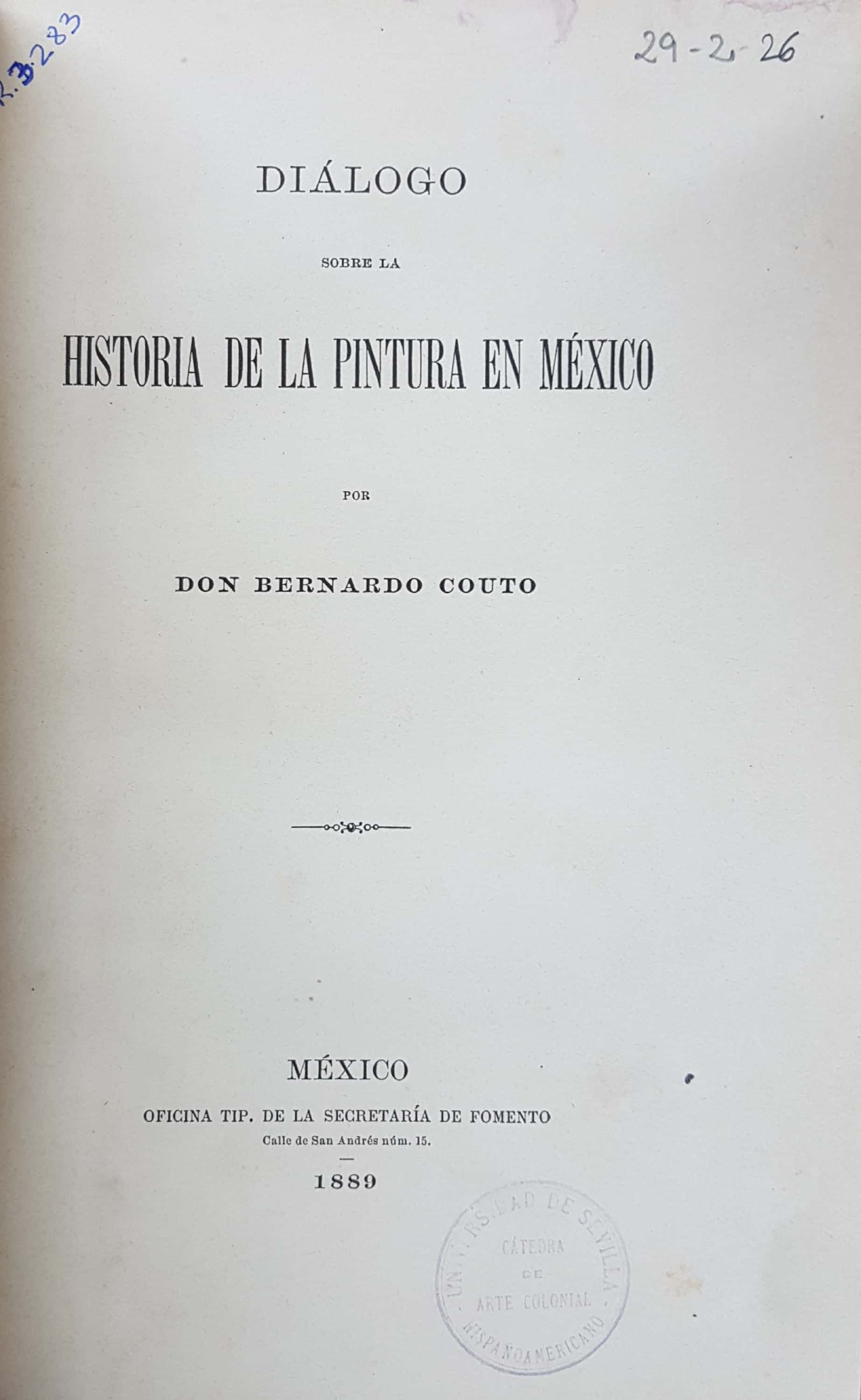
Diálogo sobre la historia de la pintura en México (1889)

- Colección de poesías mexicanas, impresas en París en 1836.
- Diccionario universal de historia y geografía, colaborador de 1853 a 1856.
- Discurso sobre la constitución de la Iglesia, 1857.
- Biografía de don Manuel Carpio, 1860.
- Diálogo sobre la historia de la pintura en México, obra que terminó de corregir tres días antes de su muerte.